# 1981 في بولندا
فيما يلي قوائم الأحداث التي وقعت خلال عام 1981 في بولندا.

## سياسة

### تعيين في المنصب
- 11 فبراير – فويتشخ ياروزلسكي رئيس مجلس وزراء بولندا.

## مواليد

### يناير
- 2 يناير – مونيكا ستاتشوسكا لاعبة كرة يد بولندية.
- 7 يناير – سيمون مارتشينياك حكم كرة قدم بولندي.
- 9 يناير – إوزيبيوس سمولاريك لاعب كرة قدم بولندي.
- 15 يناير – مارسين ماتكوفسكي لاعب كرة مضرب بولندي.
- 21 يناير – إيزابيلا ميكو

### فبراير
- 25 فبراير – لوكاس غارغولا لاعب كرة قدم بولندي.
- 25 فبراير – ماريك بلاوجو عداء سرعة بولندي.

### مارس
- 15 يناير – مارسين ماتكوفسكي لاعب كرة مضرب بولندي.

### أبريل
- 9 أبريل – آيرينيوز جيلين لاعب كرة قدم بولندي.

### مايو
- 6 مايو – إديتا شليفينسكا

### يونيو
- 24 يونيو – لوكاش زال مصوّر سينمائي بولندي.
- 27 يونيو – داويد كوستيكي ملاكم بولندي.

### سبتمبر
- 14 سبتمبر – كارولينا سيودمياك لاعبة كرة يد بولندية.
- 19 سبتمبر – كرزيستوف وداراكزيك ملاكم بولندي.

### أكتوبر
- 9 أكتوبر – رافال مورافسكي لاعب كرة قدم بولندي.

### نوفمبر
- 12 نوفمبر – توماش بيدناريك لاعب كرة مضرب بولندي.
- 22 نوفمبر – سيفيرين غانتسارتسيك لاعب كرة قدم بولندي.

## وفيات

### أكتوبر
- 6 أكتوبر – حاييم لاندو (مواليد 1916) سياسي إسرائيلي.